# Чешме махала
Чешме махала (на македонска литературна норма: Чешме Маале) е село в източната част на Северна Македония, община Радовиш.

## География
Селото е разположено в южните склонове на планината Плачковица, на около 6 километра северно от общинския център Радовиш.

## История
В XIX век Чешме махалa е турско село в Радовишка кааза на Османската империя. Според статистиката на Васил Кънчов („Македония. Етнография и статистика“) от 1900 година Чешме Махале има 75 жители, всички турци.
След Междусъюзническата война в 1913 година селото попада в Сърбия.
Според Димитър Гаджанов в 1916 година в Чешме махале живеят 130 турци.